# خوتکای رنگارنگ

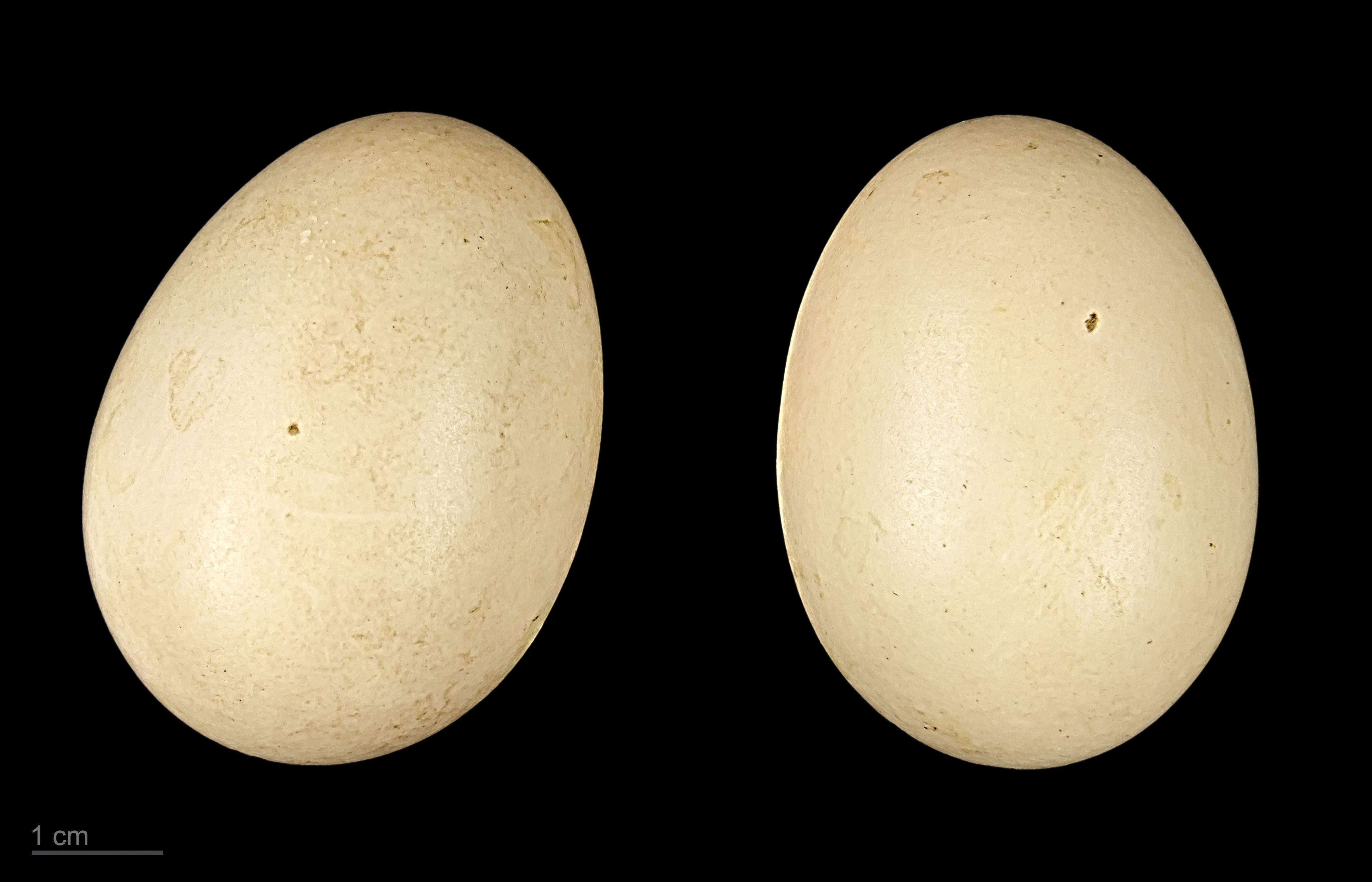
Anas versicolor

خوتکای رنگارنگ یا خوتکای نقره‌ای (نام علمی: Anas versicolor) نام یک گونه از سرده انس است.